# Polnische Eishockeyliga 1948/49
Die Saison 1948/49 war die 14. Austragung der polnischen Eishockeymeisterschaft. Meister wurde zum insgesamt fünften Mal in der Vereinsgeschichte Ogniwo Krakau.

## Modus
Die vier besten Mannschaften Polens qualifizierten sich für das Finalturnier. Der Erstplatzierte des Finalturniers wurde Meister. Für einen Sieg erhielt jede Mannschaft zwei Punkte, bei einem Unentschieden gab es einen Punkt und bei einer Niederlage null Punkte.

## Finalturnier
|    | Klub           | Sp | Tore | Punkte |
| -- | -------------- | -- | ---- | ------ |
| 1. | Ogniwo Krakau  | 3  | 8:6  | 5      |
| 2. | KTH Krynica    | 3  | 15:7 | 4      |
| 3. | Legia Warszawa | 3  | 5:13 | 2      |
| 4. | Siła Giszowiec | 3  | 5:7  | 1      |

Sp = Spiele, S = Siege, U = unentschieden, N = Niederlagen, OTS = Overtime-Siege, OTN = Overtime-Niederlage, SOS = Penalty-Siege, SON = Penalty-Niederlage